# Sites mégalithiques de l'Ain
Cet article présente la liste des sites mégalithiques de l'Ain, en France.

## Inventaire
| Monument                     | Commune            | Remarque  | Protection         | Coordonnées                 | Illustration                 |
| ---------------------------- | ------------------ | --------- | ------------------ | --------------------------- | ---------------------------- |
| Menhir de Pierre Fiche       | Simandre-sur-Suran |           | Classé MH (1888)   | 46° 13′ 57″ N, 5° 25′ 18″ E | Menhir de Pierre Fiche       |
| Bloc erratique de Riant Mont | Vesancy            | polissoir | Site classé (1909) | 46° 21′ 07″ N, 6° 05′ 53″ E | Bloc erratique de Riant Mont |